# Gare d’Autun
Gare d'Autun – stacja kolejowa w Autun, w departamencie Saona i Loara, w regionie Burgundia-Franche-Comté, we Francji.
Jest stacją Société nationale des chemins de fer français (SNCF), obsługiwana przez pociągi TER Bourgogne.